# Croton polyandrus
Espèce
Classification APG III (2009)
Croton polyandrus est une espèce de plantes à fleurs du genre Croton et de la famille des Euphorbiaceae, présente au Brésil (Bahia).

## Synonymes
- Rottlera brasiliensis Spreng.
- Eutropia brasiliensis Klotzsch
- Croton brasiliensis (Spreng.) Müll.Arg. (nom. illégitime)
- Oxydectes polyandra (Spreng.) Kuntze
- Eutropia obovata Klotzsch